# Nicole Brossard
Nicole Brossard OC CQ (Montreal, 27 de novembro de 1943) é uma poetisa e romancista formalista franco-canadense. Seu trabalho é conhecido pela exploração de temas feministas e por desafiar a linguagem e os pontos de vista de orientação masculina na literatura francesa.
Ela mora em Outremont, um subúrbio de Montreal, Canadá.

## Primeiros anos
Brossard nasceu na cidade de Montreal, em Quebec.  Frequentou o Collège Marguerite Bourgeoys e a Université de Montréal.

## Carreira literária
Brossard escreveu sua primeira coleção em 1965, Aube à la saison. A coleção L'Echo bouge beau marcou uma ruptura na evolução de sua poesia, que incluiu uma participação aberta e ativa em muitos eventos literários e culturais, incluindo recitais de poesia.
Em 1975, participou de um encontro de escritores sobre mulheres, a partir do qual passou a assumir um papel ativista no movimento feminista, e a escrever poesias com um tom mais pessoal e subjetivo. Seus escritos incluem conteúdo político sensual, estético e feminista.
Brossard co-fundou um jornal feminista, Les têtes de pioches, com France Théoret. Ela escreveu uma peça Le nef des sorcières (estreada em 1976).
Em 1982, fundou uma editora: L'Intégrale éditrice. A coleção de poesias de Brossard, Double Impression, ganhou o Prêmio Governador Geral de 1984. Em 1987, seu romance, Le désert malve, foi publicado.
Os arquivos de Nicole Brossard estão localizados no centro de Montreal, na Biblioteca e Arquivos Nacionais do Quebec. e na Biblioteca e Arquivos do Canadá.
Em abril de 2019, Brossard foi anunciada como a ganhadora do Prêmio Griffin Lifetime Recognition de 2019.

## Prêmios e indicações
- 1974: Prêmio Governador Geral de Poesia
- 1984: Prêmio Governador Geral de Poesia
- 1991: Prêmio Athanase-David
- 1991: Prêmio Harbour Festival
- 2019: Prêmio América em Literatura por contribuição vitalícia à escrita internacional

## Obras publicadas

### Na língua francesa
- 1965: Aube à la season - (em francês)
- 1966: Mordre en sa chair - (em francês)
- 1968: L'echo bouge beau - (em francês)
- 1970: Suite logique - (em francês)
- 1970: Un livre - (em francês, traduzido em inglês como A Book)
- 1970 Le centre blanc - (em francês)
- 1974: Mécanique jongleuse - (em francês, traduzido para o inglês como Day-Dream Mechanics; vencedora do Prêmio Governador Geral de Poesia de 1974)
- 1975: La partie pour le tout - (em francês)
- 1977: Sold-Out, étreinte / illustration - (1973)
- 1977: L'amèr ou le Chapitre effrité - (traduzido em inglês como These Our Mothers)
- 1979: French Kiiss, étreinte / exploration - (1974)
- 1980: Les sens apparent - (em francês, traduzido para o inglês como Surfaces of Sense)
- 1980: Amantes - (em francês, traduzido para o inglês como Lovhers; indicado para o Prêmio do Governador Geral)
- 1984: Journal intime - (em francês)
- 1984: Double impression - (vencedora do Prêmio Governador Geral de Poesia de 1984)
- 1985: Domaine d'ecriture - (em francês)
- 1985: La lettre aérienne - (em francês, traduzido em inglês como The Aerial Letter)
- 1987: Le désert malve -  (em francês, traduzido em inglês como Mauve Desert)[15]
- 1988: L'amer - (em francês)
- 1989: Installations: avec sans pronoms - (em francês)
- 1989: A tout regard - (em francês)
- 1992: La nuit verte du parc labyrinthe - (em francês)
- 1992: Langues obscures - (em francês)
- 1995: Baroque d'aube - (em francês, traduzido para o inglês como Baroque at Dawn)
- 1997: Vertige de l'avant-scène - (em francês, indicada para o Prêmio do Governador Geral)
- 1999: Au presente des veins - (em francês)
- 1999: Musée de l'os et de l'eau - (em francês, traduzido para o inglês como Museum of Bone and Water; indicada ao Prêmio do Governador Geral)
- 2001: Hier - (em francês, traduzido em inglês como Yesterday, at the Hotel Clarendon)
- 2003: Cahier de roses & de civilisation -  (em francês, indicada para o Prêmio Governador Geral)

### Na língua inglesa
- 1983: These Our Mothers - (em inglês); traduzido por Barbara Godard
- 1997: Baroque at Dawn - (em inglês)
- 2005: Museum of Bone and Water - (em inglês)
- 2005: Fluid Arguments - (em inglês)
- 2006: Yesterday, at the Hotel Clarendon - (em inglês)
- 2006: Picture Theory - (em inglês)
- 2006: Mauve Desert - (em inglês)
- 2007: Notebook of Roses and Civilization - (em inglês); tradução de Robert Majzels e Erín Moure, pré-selecionado para o Prêmio Griffin de Poesia Canadense de 2008
- 2009: Fences in Breathing - (em inglês)
- 2010: Nicole Brossard: Selections - (em inglês); editado por Jennifer Moxley para a série: Poets for the Millennium, da University of California Press
- 2013: White Piano - (em inglês); tradução de Robert Majzels e Erín Moure, pré-selecionado para o prêmio de Melhor Livro Traduzido de 2014[16]